# Liste von Wasserkraftwerken in der Schweiz
Die Wasserkraftwerke in der Schweiz werden sowohl auf einer Karte als auch in einer Tabelle (mit Kennzahlen) dargestellt. Die Liste ist nicht vollständig.

## Installierte Leistung und Jahreserzeugung
In der Schweiz gibt es mit Stand Januar 2023 insgesamt 693 Wasserkraftwerke mit einer installierten Leistung > 0,3 MW. Die installierte Leistung dieser Wasserkraftwerke beträgt 17'038 MW, die durchschnittliche Jahreserzeugung liegt bei 37,260 Mrd. kWh. Der Anteil der Wasserkraft an der Stromerzeugung beträgt rund 58 %.

## Karte
| Aarberg |

| Airolo |

| Alb |

| Ams |

| Arniberg |

| Au |

| Bannwil |

| Bergeller Kraftwerke |

| Be |

| Birsfelden |

| Blenio |

| Campo |

| Chancy |

| Eglisau |

| Emosson |

| Engadiner |

| ErstTal |

| Etzelwerk |

| Felsenau |

| Göschenen |

| Gösgen |

| Gr. Dixence |

| Oberhasli |

| Hinterrhein |

| Hug |

| Kandergrund |

| Kli |

| Klosters |

| Kubel |

| Lau |

| Linth |

| Maggia |

| Massa |

| Mattmark |

| Mauvoisin |

| Morobbia |

| Mü |

| Nant |

| Piottino |

| Niederried |

| Re |

| Reichenau |

| Rheinau |

| Rh |

| Ritom |

| Robbia |

| Rupperswil |

| Ruppoldingen |

| Ry |

| Sä |

| Schaffhausen |

| Schattenhalb |

| Unteraa |

| Verbois |

| Vernayaz |

| Verzasca |

| Veytaux |

| Vorderrhein |

| Wägital |

| Wassen |

| Wettingen |

| Zervreila |

| Zufikon |

| Flumenthal |

| Salanfe |

| Kembs |

| Mittelbünden |

| Hagneck |

| Albula-Landw. |

| WiBr |

| Aarau |

| GlOw |

| Inn |

| Wynau |

## Wasserkraftwerke

### > 100 MW
| Name des Kraftwerks  | Kraftwerkstyp                                     | Inst. Leistung (MW) | Fluss/See                                                                                          | Status     |
| -------------------- | ------------------------------------------------- | ------------------- | -------------------------------------------------------------------------------------------------- | ---------- |
| Albbruck-Dogern      | Niederdruck-Laufkraftwerk                         | 108                 | Rhein                                                                                              | in Betrieb |
| Amsteg               | Hochdruck-Laufkraftwerk                           | 120                 | Reuss                                                                                              | in Betrieb |
| Bergeller Kraftwerke | Hochdruck-Laufkraftwerk und Speicher und Pump     | 209                 | Maira                                                                                              | in Betrieb |
| Birsfelden           | Niederdruck-Laufkraftwerk                         | 100                 | Rhein                                                                                              | in Betrieb |
| Blenio               | Speicherkraftwerksystem                           | 435                 | Brenno (Fluss), Lago di Luzzone, Lago di Carassina, Bacino di Val Malvaglia                        | in Betrieb |
| Emosson              | Speicherkraftwerksystem mit Pumpspeicherkraftwerk | 162                 | Lac d’Emosson                                                                                      | in Betrieb |
| Engadiner            | Speicherkraftwerksystem mit Pumpspeicherkraftwerk | 408                 | Inn, Vallember, Lago di Livigno, Lai dad Ova Spin, Ova da Varusch                                  | in Betrieb |
| Etzelwerk            | Pumpspeicherkraftwerk                             | 140                 | Sihlsee                                                                                            | in Betrieb |
| Göschenen            | Speicherkraftwerk Mitteldruck-Laufkraftwerk       | 160                 | Göscheneralpsee                                                                                    | in Betrieb |
| Grande Dixence       | Speicherkraftwerk-Gruppe                          | 1260                | Lac des Dix                                                                                        | in Betrieb |
| Gigerwaldsee         | Pumpspeicherkraftwerk                             | 138                 | Gigerwaldsee                                                                                       | in Betrieb |
| Grimsel              | Pumpspeicherkraftwerk-Gruppe                      | 1318                | Grimselsee, Oberaarsee, Räterichsbodensee                                                          | in Betrieb |
| Hinterrhein          | Pumpspeicherkraftwerk-Gruppe                      | 650                 | Hinterrhein, Averser Rhein, Lago di Lei                                                            | in Betrieb |
| Kembs                | Niederdruck-Laufkraftwerk                         | 171                 | Rhein                                                                                              | in Betrieb |
| Laufenburg           | Niederdruck-Laufkraftwerk                         | 106                 | Rhein                                                                                              | in Betrieb |
| Linth-Limmern        | Speicherkraftwerksystem mit Pumpspeicherkraftwerk | 1439                | Limmerensee, Muttsee                                                                               | in Betrieb |
| Maggia               | Speicherkraftwerksystem mit Pumpspeicherkraftwerk | 600                 | Maggia, Brenno, Lago del Sambuco, Lago dei Cavagnöö, Lago del Narèt, Lago di Robiei, Lago del Zött | in Betrieb |
| Massa                | Speicherkraftwerk                                 | 340                 | Massa (Rhone), Stausee Gibidum                                                                     | in Betrieb |
| Mattmark             | Pumpspeicherkraftwerk                             | 260                 | Mattmarksee                                                                                        | in Betrieb |
| Mauvoisin            | Speicherkraftwerk                                 | 396                 | Lac de Mauvoisin                                                                                   | in Betrieb |
| Mittelbünden         | Speicherkraftwerksystem mit Laufkraftwerk         | 226                 | Lai da Marmorera                                                                                   | in Betrieb |
| Nant de Drance       | Pumpspeicherkraftwerk                             | 900                 | Nant de Drance, Lac d’Emosson, Lac du Vieux Emosson                                                | in Betrieb |
| Rheinfelden (Neu)    | Laufkraftwerk                                     | 100                 | Rhein                                                                                              | in Betrieb |
| Ryburg-Schwörstadt   | Laufkraftwerk                                     | 120                 | Rhein                                                                                              | in Betrieb |
| Verzasca             | Speicherkraftwerk                                 | 105                 | Verzasca                                                                                           | in Betrieb |
| Veytaux              | Pumpspeicherkraftwerk                             | 480                 | Genfersee, Lac de l’Hongrin                                                                        | in Betrieb |
| Vorderrhein          | Speicherkraftwerk                                 | 331                 | Lai da Nalps, Lai da Curnera, Lai da Sontga Maria                                                  | in Betrieb |
| Wägital              | Pumpspeicherkraftwerk                             | 108                 | Wägitalersee                                                                                       | in Betrieb |
| Zervreila            | Speicherkraftwerksystem mit Pumpspeicherkraftwerk | 232                 | Zervreilasee                                                                                       | in Betrieb |

### > 10 MW
| Name des Kraftwerks      | Kraftwerkstyp                    | Inst. Leistung (MW) | Fluss/See                                          | Status              |
| ------------------------ | -------------------------------- | ------------------- | -------------------------------------------------- | ------------------- |
| Aarberg                  | Niederdruck-Laufkraftwerk        | 15                  | Aare                                               | in Betrieb          |
| Aarau                    | Niederdruck-Laufkraftwerk        | 16                  | Aare                                               | in Betrieb          |
| Albula-Landwasser        | Mitteldruck-Laufkraftwerksgruppe | 65                  | Albula, Landwasser                                 | in Betrieb          |
| Airolo                   | Speicherkraftwerk                | 58                  | Lago di Lucendro, Lago della Sella                 | in Betrieb          |
| Arniberg                 | Hochdruck-Laufkraftwerk          | 13                  | Arnisee                                            | in Betrieb          |
| Augst-Wyhlen             | Niederdruck-Laufkraftwerk        | 70,5                | Rhein                                              | in Betrieb          |
| Bannwil                  | Niederdruck-Laufkraftwerk        | 28,5                | Aare                                               | in Betrieb          |
| Beznau                   | Niederdruck-Laufkraftwerk        | 19                  | Aare                                               | in Betrieb          |
| Campocologno             | Speicherkraftwerk                | 52                  | Lago di Poschiavo                                  | in Betrieb          |
| Chancy-Pougny            | Niederdruck-Laufkraftwerk        | 49                  | Rhone                                              | in Betrieb          |
| Chèvres                  | Niederdruck-Laufkraftwerk        | 13                  | Rhone                                              | abgerissen          |
| Eglisau-Glattfelden      | Niederdruck-Laufkraftwerk        | 43                  | Rhein                                              | in Betrieb          |
| Erstfeldertal            | Mitteldruck-Laufkraftwerk        | 11,5                | Alpbach                                            | in Betrieb          |
| Felsenau                 | Niederdruck-Laufkraftwerk        | 12                  | Aare                                               | in Betrieb          |
| Flumenthal               | Niederdruck-Laufkraftwerk        | 22                  | Aare                                               | in Betrieb          |
| Gletsch-Oberwald         | Mitteldruck-Laufkraftwerk        | 15                  | Rhone                                              | in Betrieb          |
| Gösgen                   | Laufkraftwerk                    | 49                  | Aare                                               | in Betrieb          |
| Hagneck                  | Laufkraftwerk                    | 24                  | Aare                                               | in Betrieb          |
| Hugschwendi              | Speicherkraftwerk                | 14                  | Melchsee, Tannensee                                | in Betrieb          |
| Inn                      | Laufkraftwerk                    | 89                  | Inn                                                | in Bau              |
| Kandergrund              | Mitteldruck-Laufkraftwerk        | 18,8                | Kander                                             | in Betrieb          |
| Klingnau                 | Niederdruck-Laufkraftwerk        | 37                  | Aare                                               | in Betrieb          |
| Klosters                 | Speicherkraftwerk                | 16                  | Davosersee                                         | in Betrieb          |
| Kubel                    | Mitteldruck-Laufkraftwerk        | 13                  | Gübsensee                                          | in Betrieb          |
| Küblis                   | Hochdruck-Laufkraftwerk          | 45                  | Davosersee, Landquart, Schanielabach, Schlappinsee | in Betrieb          |
| Morobbia                 | Hochdruck-Laufkraftwerk          | 15                  | Lago di Carmena (Morobbia, Melirolo), Valmaggina   | in Betrieb          |
| Mühleberg                | Laufkraftwerk                    | 45                  | Aare                                               | in Betrieb          |
| Niederried-Radelfingen   | Laufkraftwerk                    | 15                  | Aare                                               | in Betrieb          |
| Piottino                 | Laufkraftwerk                    | 72                  | Ticino                                             | in Betrieb          |
| Reckingen                | Laufkraftwerk                    | 38                  | Rhein                                              | in Betrieb          |
| Reichenau                | Laufkraftwerk                    | 18                  | Rhein                                              | in Betrieb          |
| Rheinau                  | Laufkraftwerk                    | 36                  | Rhein                                              | in Betrieb          |
| Rheinfelden (Alt)        | Laufkraftwerk                    | 25,7                | Rhein                                              | abgerissen          |
| Ritom                    | Speicherkraftwerk                | 44                  | Lago Ritóm                                         | in Betrieb / im Bau |
| Robbia                   | Speicherkraftwerk                | 27                  | Lago Bianco                                        | in Betrieb          |
| Rupperswil-Auenstein     | Laufkraftwerk                    | 40                  | Aare                                               | in Betrieb          |
| Ruppoldingen             | Laufkraftwerk                    | 23                  | Aare                                               | in Betrieb          |
| Säckingen                | Laufkraftwerk                    | 73                  | Rhein                                              | in Betrieb          |
| Salanfe                  | Speicherkraftwerk                | 70                  | Lac de Salanfe                                     | in Betrieb          |
| Schaffhausen             | Laufkraftwerk                    | 26                  | Rhein                                              | in Betrieb          |
| Schattenhalb             | Laufkraftwerk                    | 12                  | Reichenbach (Aare)                                 | in Betrieb          |
| Stalvedro                | Laufkraftwerk                    | 13                  | Tessin                                             | in Betrieb          |
| Tremorgio                | Speicherkraftwerk                | 10                  | Lago Tremorgio                                     | in Betrieb          |
| Unteraa                  | Speicherkraftwerk                | 57                  | Lungerersee                                        | in Betrieb          |
| Verbois                  | Laufkraftwerk                    | 98                  | Rhone                                              | in Betrieb          |
| Kraftwerk Vernayaz (SBB) | Speicherkraftwerk                | 92                  | Barberine                                          | in Betrieb          |
| Wassen                   | Hochdruck-Laufkraftwerk          | 54                  | Reuss                                              | in Betrieb          |
| Wettingen                | Laufkraftwerk                    | 26                  | Limmat                                             | in Betrieb          |
| Wildegg-Brugg            | Laufkraftwerk                    | 50                  | Aare                                               | in Betrieb          |
| Wynau                    | Laufkraftwerk                    | 10,4                | Aare                                               | in Betrieb          |
| Zufikon                  | Laufkraftwerk                    | 20                  | Reuss                                              | in Betrieb          |
| Lienne                   | Speicherkraftwerk                | 96                  | Lac de Tseuzier                                    | in Betrieb          |

### < 10 MW
Die Kraftwerke werden aufgrund platzmangels nicht auf der Karte angezeigt.
| Name des Kraftwerks                | Inst. Leistung (MW) | Fluss/See                | Status                 |
| ---------------------------------- | ------------------- | ------------------------ | ---------------------- |
| AueGHG                             | 4,1                 | Limmat                   | in Betrieb             |
| Bondo                              | 6,8                 | Bondasca                 | 1962 bis 2017, ab 2025 |
| Brügg                              | 5,2                 | Aare                     | in Betrieb             |
| Bruggmühle                         | 5,4                 | Reuss                    | in Betrieb             |
| Cavaglia                           | 7                   | Palü                     | in Betrieb             |
| Ceresa 1                           | 1,8                 | Riale Ceresa             | in Betrieb             |
| Coulouvrenière                     | 3,3                 | Rhone                    | stillgelegt            |
| Dietikon                           | 2,6                 | Limmat                   | in Betrieb             |
| Lac Supérieur de Fully             | 6                   | Lac Supérieur de Fully   | in Betrieb             |
| Gebenstorf                         | 0,95                | Limmat                   | in Betrieb             |
| Giessen                            | 1,8                 | Thur                     | in Betrieb             |
| Gletsch                            | ?                   | Totesee                  | stillgelegt            |
| Hard                               | 0,58                | Töss                     | in Betrieb             |
| Herrentöbeli                       | 0,84                | Thur                     | in Betrieb             |
| Höngg                              | 1,2                 | Limmat                   | in Betrieb             |
| Interlaken                         | 0,8                 | Aare                     | in Betrieb             |
| Kallnach                           | 8                   | Aare                     | in Betrieb             |
| Kappelerhof                        | 6,8                 | Limmat                   | in Betrieb             |
| Letten                             | 4,2                 | Limmat                   | in Betrieb             |
| Massaboden                         | 7,2                 | Rhone                    | in Betrieb             |
| Morteratsch                        | 1,6                 | Berninabach              | in Betrieb             |
| Mühlenplatz                        | 0,9                 | Reuss                    | in Betrieb             |
| Ottenbach                          | 0,062               | Reuss                    | stillgelegt            |
| Palü                               | 10                  | Palü                     | in Betrieb             |
| Perlen                             | 2                   | Reuss                    | in Betrieb             |
| Piumogna                           | 0,33                | Piumogna                 | stillgelegt            |
| Piumogna Dalpe                     | 1                   | Piumogna                 | in Betrieb             |
| Pintrun                            | 7                   | Flem                     | in Betrieb             |
| Rathausen                          | 2,2                 | Reuss                    | in Betrieb             |
| Rheintal                           | 1,14                | Rheintaler Binnenkanal   | in Betrieb             |
| Schwarzhäusern                     | 8,2                 | Aare                     | in Betrieb             |
| Schiffmühle                        | 3,96                | Limmat                   | in Betrieb             |
| Schlappin                          | 7                   | Schlappinbach und andere | in Betrieb             |
| Seealpsee-Wasserauen               | 2,5                 | Seealpsee                | in Betrieb             |
| Seujet                             | 8,7                 | Genfersee                | in Betrieb             |
| Stroppel                           | 1                   | Limmat                   | in Betrieb             |
| Tavanasa                           | 4                   |                          | in Betrieb             |
| Thorenberg                         | 0,725               | Kleine Emme              | in Betrieb             |
| Thurfeld (Schönenberg an der Thur) | 1,7                 | Thur                     | in Betrieb             |
| Turgi                              | 1                   | Limmat                   | in Betrieb             |
| Windisch                           | 1,5                 | Reuss                    | in Betrieb             |